# Tambo River
Tambo River är ett vattendrag i Australien. Det ligger i delstaten Victoria, omkring 250 kilometer öster om delstatshuvudstaden Melbourne.
Trakten runt Tambo River består till största delen av jordbruksmark. Runt Tambo River är det ganska glesbefolkat, med 42 invånare per kvadratkilometer. Genomsnittlig årsnederbörd är 960 millimeter. Den regnigaste månaden är juni, med i genomsnitt 163 mm nederbörd, och den torraste är juli, med 33 mm nederbörd.